# Thorius pulmonaris
Thorius pulmonaris är en groddjursart som beskrevs av Taylor 1940. Thorius pulmonaris ingår i släktet Thorius och familjen lunglösa salamandrar. IUCN kategoriserar arten globalt som starkt hotad. Inga underarter finns listade i Catalogue of Life.